# Zeche Theophilus
Die Zeche Theophilus in Durchholz ist ein ehemaliges Steinkohlenbergwerk. Das Bergwerk ist aus der Umbenennung der Zeche Ferdinand entstanden.

## Geschichte
Am 19. Januar des Jahres 1765 wurde die Mutung auf eine Kohlenbank eingelegt. Muter dieser Kohlenbank war Johann Henrich Rust. Bis zur Inaugenscheinnahme wurde dem Muter jedoch die Kohlenförderung verboten. Im Jahr 1771 waren als Gewerken der Kaufmann Johann Peter Sternberg und die Miterben Sternberg in die Unterlagen des Bergamtes eingetragen. Das Längenfeld der Zeche Ferdinand wurde am 2. Oktober des Jahres 1822 verliehen. Im Dezember des darauffolgenden Jahres wurde die Zeche Ferdinand in Betrieb genommen. Zunächst wurde ein alter Stollen aufgewältigt. Im Jahr 1824 erfolgte dann die Umbenennung in Zeche Theophilus. Im selben Jahr wurde begonnen, einen Stollen aufzufahren, außerdem wurde in diesem Jahr ein Schacht abgeteuft. Im Jahr 1835 waren die Schächte Ludwig und Gottlieb in Förderung. Im Mai des Jahres 1837 wurde das Bergwerk stillgelegt. In der nachfolgenden Zeit fand bis zum Jahr 1870 noch im geringen Umfang Abbau statt. Ab dem Jahr 1870 wurde das Bergwerk in Fristen gelegt. Im Jahr 1934 wurde geplant, das Bergwerk wieder in Betrieb zu nehmen, dieser Plan wurde jedoch nicht umgesetzt.

## Weitere Nutzung
Im Jahr 1954 wurde auf dem Grubenfeld der Zeche Theophilus eine Kleinzeche mit dem gleichen Namen in Betrieb genommen. Diese Kleinzeche war jedoch nur für wenige Monate in der Zeit vom 20. Mai bis zum 20. Oktober in Betrieb. Besitzer der Kleinzeche war Willi Paschen. Am 20. Oktober des Jahres 1954 wurde auch dieses Bergwerk stillgelegt.

## Förderung und Belegschaft
Die ersten Förderzahlen stammen aus dem Jahr 1830, es wurden 826 Tonnen Steinkohle gefördert. Im Jahr 1835 wurden 976 Tonnen Steinkohle gefördert. Im Jahr 1837 lag die Förderung bei 805 ½ preußischen Tonnen Steinkohle. Dies sind auch die letzten bekannten Zahlen des Bergwerks.